# 第12回参議院議員通常選挙
第12回参議院議員通常選挙（だい12かいさんぎいんぎいんつうじょうせんきょ）は、1980年（昭和55年）6月22日に日本で行われた国会（参議院）議員の選挙である。
第36回衆議院議員総選挙との衆参同日選挙である。選挙期間中の6月12日に、大平正芳首相が急死するという事態が起こった。
また、全国区制での最後の選挙となり、3年後からは比例代表制が代わって導入された。

## 選挙データ

### 内閣
- 第2次大平内閣（第69代）

### 公示日
- 1980年（昭和55年）5月30日

### 投票日
- 1980年（昭和55年）6月22日

### 改選数
- 126議席
  - 地方区：76議席
  - 全国区：50議席

### 選挙制度
- 地方区
  - 小選挙区制 ‐ 改選数26議席
    - 2人区（改選1名、単記投票）：26選挙区

  - 中選挙区制 ‐ 改選数50議席
    - 4人区（改選2名、単記投票）：15選挙区
    - 6人区（改選3名、単記投票）：4選挙区
    - 8人区（改選4名、単記投票）：2選挙区
- 全国区
  - 大選挙区制：改選数50議席
- 秘密投票
- 20歳以上の男女
- 有権者：80,925,034名

男性：39,171,128名
女性：41,753,906名

### その他
- 立候補者：285名

地方区：192名
全国区：93名
出典：統計局ホームページ／第27章　公務員・選挙「参議院議員通常選挙の定数，立候補者数，選挙当日有権者数，投票者数及び投票率（昭和22年～平成16年）（エクセル：48KB）」

## 主な争点
- 1974年の第10回参議院議員通常選挙以来、6年間に渡って与党の自由民主党と他党（全野党）の伯仲状態が参議院では継続しており、「保革伯仲」と呼ばれてきた。この選挙ではその状態に変化が起こるか否かが注目された。
- 結果としては、自由民主党（自民党）は追加公認を含めて過半数を10議席以上上回る勝利を収めた。また、衆議院でも安定多数を獲得し、保革伯仲の状態は終焉を迎えた。

## 選挙結果

### 投票率[1]
- 地方区：74.54%（投票者数：60,319,142人）
- 全国区：74.51%（投票者数：60,299,145人）

### 議席数
| 政党名       | 改選 | 非改選 | 合計 |
| ------------ | ---- | ------ | ---- |
| 自由民主党   | 69   | 66     | 135  |
| 日本社会党   | 22   | 25     | 47   |
| 公明党       | 12   | 14     | 26   |
| 日本共産党   | 7    | 5      | 12   |
| 民社党       | 5    | 6      | 11   |
| 新自由クラブ | 0    | 3      | 3    |
| 社会民主連合 | 1    | 1      | 2    |
| 無所属       | 10   | 4      | 14   |
| 合計         | 126  | 124    | 250  |

| 党派         | 地方区     | 地方区 | 地方区 | 全国区     | 全国区 | 全国区 | 議席 合計 |
| 党派         | 得票       | %      | 議席   | 得票       | %      | 議席   | 議席 合計 |
| ------------ | ---------- | ------ | ------ | ---------- | ------ | ------ | --------- |
| 自由民主党   | 24,533,083 |        | 48     | 23,778,190 | 42.5%  | 21     | 69        |
| 日本社会党   | 12,715,880 |        | 13     | 7,341,828  | 13.1%  | 9      | 22        |
| 公明党       | 2,817,379  |        | 3      | 6,669,387  | 11.9%  | 9      | 12        |
| 日本共産党   | 6,652,311  |        | 4      | 4,072,019  |        | 3      | 7         |
| 民社党       | 2,917,239  |        | 2      | 3,364,478  |        | 3      | 5         |
| 社会民主連合 |            |        |        | 627,273    |        | 1      | 1         |
| 新自由クラブ | 349,989    |        | 0      | 351,291    |        | 0      | 0         |
| その他の政党 | 628,056    |        | 1      | 1,675,494  |        | 1      | 2         |
| 無所属       | 6,086,621  |        | 5      | 8,077,786  |        | 3      | 8         |
| 合計         | 56,700,557 |        | 76     | 55,957,745 |        | 50     | 126       |

出典：統計局ホームページ／第27章　公務員・選挙「参議院議員通常選挙の党派別当選者数及び得票率（昭和22年～平成16年）（エクセル：80KB） 」
注：議席合計順に掲載。

### 各党
- 自由民主党

党本部総裁＝大平正芳 党本部副総裁＝西村英一 執行部幹事長＝桜内義雄 総務会長＝鈴木善幸 政務調査会長＝安倍晋太郎 国会対策委員長＝金丸信 参議院議員会長＝徳永正利
- 日本社会党

中央執行委員長＝飛鳥田一雄 中央執行副委員長＝阿具根登／北山愛郎／下平正一 執行部書記長＝多賀谷真稔 政策審議会長＝武藤山治 国会対策委員長＝田邊誠 参議院議員会長＝阿具根登
- 公明党

中央執行委員長＝竹入義勝 中央執行副委員長＝浅井美幸／多田省吾／二宮文造 執行部書記長＝矢野絢也 政策審議会長＝正木良明 国会対策委員長＝大久保直彦 参議院議員会長＝鈴木一弘
- 日本共産党

中央委員会議長＝野坂参三 幹部会委員長＝宮本顕治 幹部会副委員長＝市川正一／岡正芳／瀬長亀次郎／西沢富夫 書記局長＝不破哲三 政策委員会責任者＝上田耕一郎 国会対策委員長＝松本善明 参議院議員団長＝岩間正男
- 民社党

中央執行委員長＝佐々木良作 中央執行副委員長＝小平忠／中村正雄／向井長年 執行部書記長＝塚本三郎 政策審議会長＝大内啓伍 国会対策委員長＝永末英一 参議院議員会長＝向井長年 常任顧問＝春日一幸
- 新自由クラブ

常任幹事会代表＝河野洋平 常任幹事会幹事長＝田川誠一 政策委員会責任者＝小林正巳 国会対策委員長＝山口敏夫
- 社会民主連合

常任役員会代表＝田英夫 常任役員会副代表＝江田五月／大柴滋夫 執行部書記長＝楢崎弥之助 政策委員会責任者＝安東仁兵衛 国会対策委員長＝阿部昭吾
- 無所属

## 議員

### この選挙で選挙区当選
自民党   社会党   公明党   共産党   民社党   諸派   無所属 
| 北海道     | 北海道     | 北海道     | 北海道     | 青森県     | 岩手県   | 宮城県     | 秋田県     | 山形県     |            |
| 高木正明   | 岩本政光   | 対馬孝且   | 小笠原貞子 | 山崎竜男   | 増田盛   | 遠藤要     | 佐々木満   | 安孫子藤吉 |            |
| 福島県     | 福島県     | 茨城県     | 茨城県     | 栃木県     | 栃木県   | 群馬県     | 群馬県     | 埼玉県     | 埼玉県     |
| 八百板正   | 鈴木省吾   | 岩上二郎   | 矢田部理   | 森山眞弓   | 大島友治 | 福田宏一   | 山田譲     | 名尾良孝   | 瀬谷英行   |
| 千葉県     | 千葉県     | 神奈川県   | 神奈川県   | 山梨県     | 東京都   | 東京都     | 東京都     | 東京都     |            |
| 井上裕     | 赤桐操     | 秦野章     | 竹田四郎   | 中村太郎   | 安井謙   | 三木忠雄   | 上田耕一郎 | 宇都宮徳馬 |            |
| 新潟県     | 新潟県     | 富山県     | 石川県     | 福井県     | 長野県   | 長野県     | 岐阜県     | 静岡県     | 静岡県     |
| 長谷川信   | 志苫裕     | 吉田実     | 安田隆明   | 熊谷太三郎 | 夏目忠雄 | 小山一平   | 藤井丙午   | 戸塚進也   | 青木薪次   |
| 愛知県     | 愛知県     | 愛知県     | 三重県     | 滋賀県     | 京都府   | 京都府     | 大阪府     | 大阪府     | 大阪府     |
| 大木浩     | 三治重信   | 高木健太郎 | 斎藤十朗   | 山田耕三郎 | 上田稔   | 神谷信之助 | 中山太郎   | 中村鋭一   | 白木義一郎 |
| 兵庫県     | 兵庫県     | 兵庫県     | 奈良県     | 和歌山県   | 鳥取県   | 島根県     | 岡山県     | 岡山県     |            |
| 中西一郎   | 本岡昭次   | 安武洋子   | 新谷寅三郎 | 前田勲男   | 石破二朗 | 亀井久興   | 加藤武徳   | 寺田熊雄   |            |
| 広島県     | 広島県     | 山口県     | 徳島県     | 香川県     | 愛媛県   | 高知県     | 福岡県     | 福岡県     | 福岡県     |
| 永野厳雄   | 小西博行   | 江島淳     | 内藤健     | 平井卓志   | 仲川幸男 | 谷川寛三   | 蔵内修治   | 小柳勇     | 桑名義治   |
| 佐賀県     | 長崎県     | 熊本県     | 熊本県     | 大分県     | 宮崎県   | 鹿児島県   | 鹿児島県   | 沖縄県     |            |
| 福岡日出麿 | 初村滝一郎 | 田代由紀男 | 園田清充   | 後藤正夫   | 上条勝久 | 井上吉夫   | 川原新次郎 | 喜屋武真栄 |            |

### この選挙で全国区当選
自民党   社会党   公明党   共産党   民社党   社民連   革自連   無所属 
| 1位-10位  | 市川房枝 | 青島幸男 | 鳩山威一郎 | 宮田輝   | 中山千夏 | 山東昭子     | 大鷹淑子 | 岡部三郎 | 美濃部亮吉 | 大河原太一郎 |
| 11位-20位 | 田渕哲也 | 田沢智治 | 斎藤栄三郎 | 村上正邦 | 長田裕二 | 岡田広       | 井上孝   | 関口恵造 | 板垣正     | 源田実       |
| 21位-30位 | 向井長年 | 山中郁子 | 福間知之   | 丸茂重貞 | 梶原清   | 目黒今朝次郎 | 鈴木一弘 | 松浦功   | 田中正巳   | 峯山昭範     |
| 31位-40位 | 坂野重信 | 片山甚市 | 大川清幸   | 野田哲   | 江藤智   | 鈴木和美     | 二宮文造 | 阿具根登 | 太田淳夫   | 塩出啓典     |
| 41位-50位 | 藤原房雄 | 鶴岡洋   | 松本英一   | 近藤忠孝 | 中野鉄造 | 柄谷道一     | 伊藤郁男 | 立木洋   | 粕谷照美   | 和田静夫     |

- 繰上当選

| 秦豊 |

向井長年の死去（1980年6月23日）に伴う

### 補欠当選
- 岐阜選挙区 藤井丙午（1980.12.14死去）→藤井孝男（1981.2.1補欠当選）
- 鳥取選挙区 石破二朗（1981.9.16死去）→小林国司（1981.11.1補欠当選）
- 広島選挙区 永野嚴雄（1981.10.8死去）→宮澤弘（1981.11.29補欠当選）
- 沖縄選挙区 喜屋武眞榮（沖縄県知事選立候補による辞職）→大城眞順（1982.11.14補欠当選）
- 富山選挙区 吉田実（1982.11.16死去）→沖外夫（1982.12.26補欠当選）
- 静岡選挙区 戸塚進也（衆院選立候補による退職）→藤田栄（1983.12.18補欠当選）
- 奈良選挙区 新谷寅三郎（1984.12.16死去）→服部安司（1985.2.3補欠当選）
- 熊本選挙区 園田清充（1985.9.7死去）→守住有信（1985.10.20補欠当選）

### この選挙で初当選
計38名
※初当選者のうち、衆議院議員経験者には「※」の表示がある。
自由民主党
22名
- 板垣正
- 井上孝
- 井上裕※
- 岩本政光
- 江島淳

- 大河原太一郎
- 大木浩
- 岡部三郎
- 梶原清
- 川原新次郎

- 蔵内修治※
- 関口恵造
- 高木正明
- 田沢智治
- 田中正巳※

- 谷川寛三※
- 内藤健
- 仲川幸男
- 福田宏一
- 松浦功

- 村上正邦
- 森山眞弓

日本社会党
4名
- 鈴木和美
- 本岡昭次
- 八百板正※
- 山田譲

公明党
3名
- 大川清幸
- 鶴岡洋※
- 中野鉄造

民社党
2名
- 伊藤郁男
- 小西博行

革新自由連合
1名
- 中山千夏

無所属
5名
- 宇都宮徳馬※
- 高木健太郎
- 中村鋭一
- 美濃部亮吉
- 山田耕三郎

### この選挙で返り咲き
計1名
日本共産党
1名
- 近藤忠孝

### この選挙で引退・不出馬
計18名
自由民主党
9名
- 青井政美
- 糸山英太郎
- 上原正吉
- 久次米健太郎
- 小林国司

- 塩見俊二
- 高橋誉富
- 藤川一秋
- 二木謙吾

4名
日本社会党
- 案納勝
- 栗原俊夫
- 野口忠夫
- 吉田忠三郎

公明党
3名
- 阿部憲一
- 内田善利
- 上林繁次郎

日本共産党
1名
- 河田賢治

無所属
1名
- 有田一壽

### この選挙で落選
計14名
自由民主党
1名
- 望月邦夫

日本社会党
5名
- 大塚喬
- 久保亘
- 浜本万三
- 森下昭司
- 安永英雄

公明党
2名
- 相沢武彦
- 矢原秀男

日本共産党
4名
- 内藤功
- 小巻敏雄
- 橋本敦
- 渡辺武

無所属
2名
- 大谷藤之助
- コロムビア・トップ